# Franck Barthe

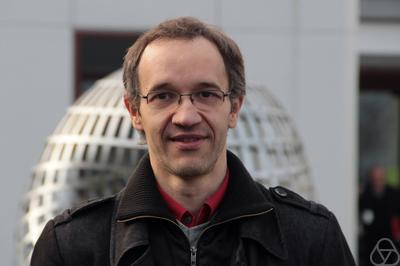
Franck Barthe (2015)

Franck Barthe ist ein französischer Mathematiker.
Barthe wurde 1997 an der Universität Marne-La-Vallée bei Alain Pajor und Bernard Maurey promoviert. Er ist Professor am Labor für Statistik und Wahrscheinlichkeitstheorie der Universität Toulouse.
2004 erhielt er den EMS-Preis (Preisvortrag: Isoperimetric inequalities, Probability Measures and Convex Geometry). In der Laudatio wird seine führende Rolle in der Anwendung maßtheoretischer Transport-Techniken (nach Leonid Kantorowitsch, Yann Brenier, Luis Caffarelli und anderen) auf geometrische Ungleichungen in harmonischer Analysis und Funktionalanalysis hervorgehoben mit Anwendungen in der Geometrie konvexer Körper. Er entwickelte auch eine Funktional-Form isoperimetrischer Ungleichungen.
Mit Keith M. Ball, Shiri Artstein und Assaf Naor löste er 2004 Shannon`s Problem der monotonen Entropiezunahme von Summen von Zufallsvariablen.
2006 war er Gastredner auf dem Internationalen Mathematikerkongress in Madrid (The Brunn-Minkowski theorem and related geometric and functional inequalities).